# 形式的形成訴訟
形式的形成訴訟（けいしきてきけいせいそしょう）とは民事訴訟法上の概念で、訴えの類型のひとつである。
一般に訴えは給付の訴え・確認の訴え・形成の訴えの三類型に分類される。形式的形成訴訟は、実体法上の権利・法律関係の変動を求めることから形式的には形成の訴えに類似するが、実体法上に形成要件の定めがないことから、訴えの三類型とは別個の類型であると考えられている。

## 類型
一般に、形式的形成訴訟には共有物分割の訴え（民法258条）・父を定める訴え（民法773条）・境界確定の訴えが含まれるとされる。ただし、境界確定の訴えは形式的形成訴訟ではなくむしろ所有権確認訴訟であるという説もある。

## 特色
形式的形成訴訟が、三類型に属する訴えと異なる点には次のようなものがある。
- 当事者は具体的事実を主張する必要はない。主張があったとしても裁判所はそれに拘束されない。すなわち、弁論主義の適用がない。例えば、境界確定の訴えであれば、当事者がある境界を主張したとしても、裁判所はその主張に拘束されることなく裁量で境界を確定させる。
- 裁判所が請求を棄却することはできない。
- 控訴審に不利益変更禁止の原則は適用されない。

このため、形式的形成訴訟は訴訟事件の形態をとりながら、実質的には非訟事件であるといわれる。